# کوتوردوویتسه
کوتوردوویتسه (به چکی: Kotvrdovice) یک منطقهٔ مسکونی در جمهوری چک است که در ناحیه بلانسکو واقع شده‌است. کوتوردوویتسه ۵٫۵۹ کیلومتر مربع مساحت و ۸۴۴ نفر جمعیت دارد و ۵۳۵ متر بالاتر از سطح دریا واقع شده‌است.